# 蓮福寺
蓮福寺（れんぷくじ）は、千葉県茂原市にある顕本法華宗の寺院。山号は成就山。本尊は大曼荼羅。饒師寮法縁。

## 由緒
1580年（天正8年）土気城主酒井康治が、本納城主黒熊景吉（康治の配下であったが、里見氏に内通して自刃）の菩提を弔うため、日遊を開山として創建したという。江戸時代には江戸幕府から朱印状を与えられ、妙満寺派本山輪番上総十ヶ寺のひとつであった。

## 文化財
- 市指定有形文化財
  - 御釈迦画像
  - 釈迦三尊図
  - 鋳銅雲版
- 市指定天然記念物
  - 蓮福寺の大公孫樹（おおいちょう）
- 市指定史跡
  - 本納城跡

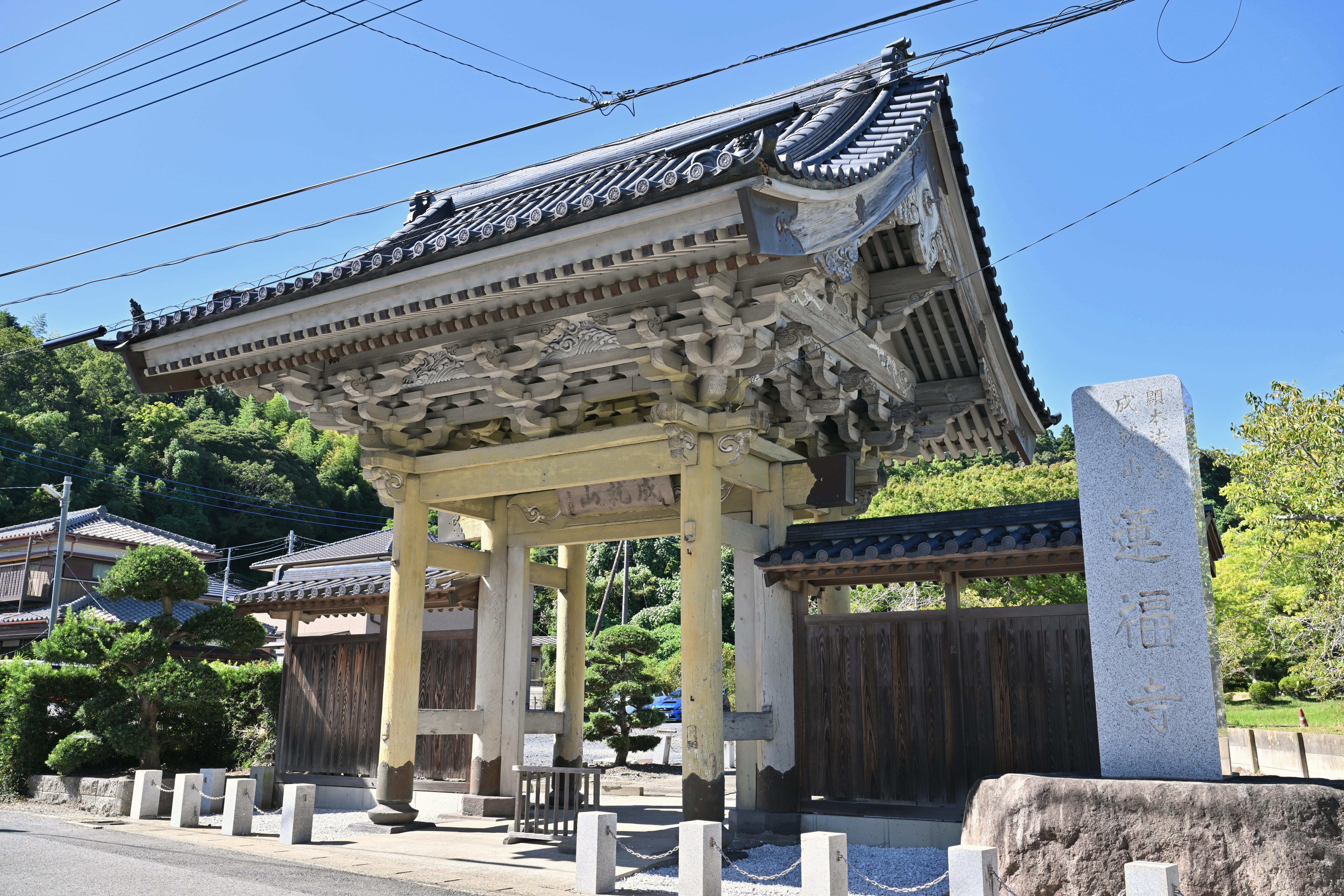
山門
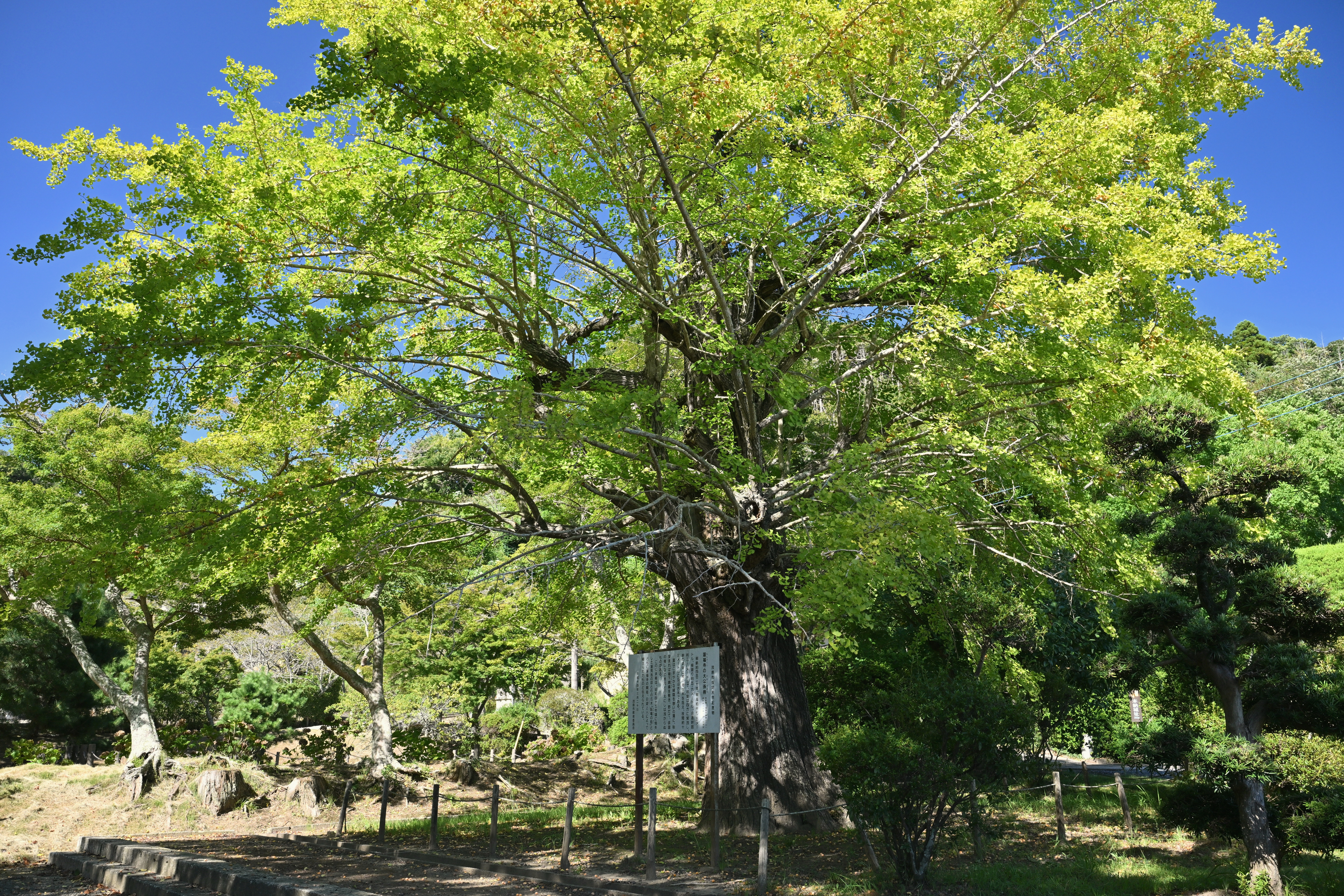
蓮福寺の大公孫樹（茂原市指定天然記念物）
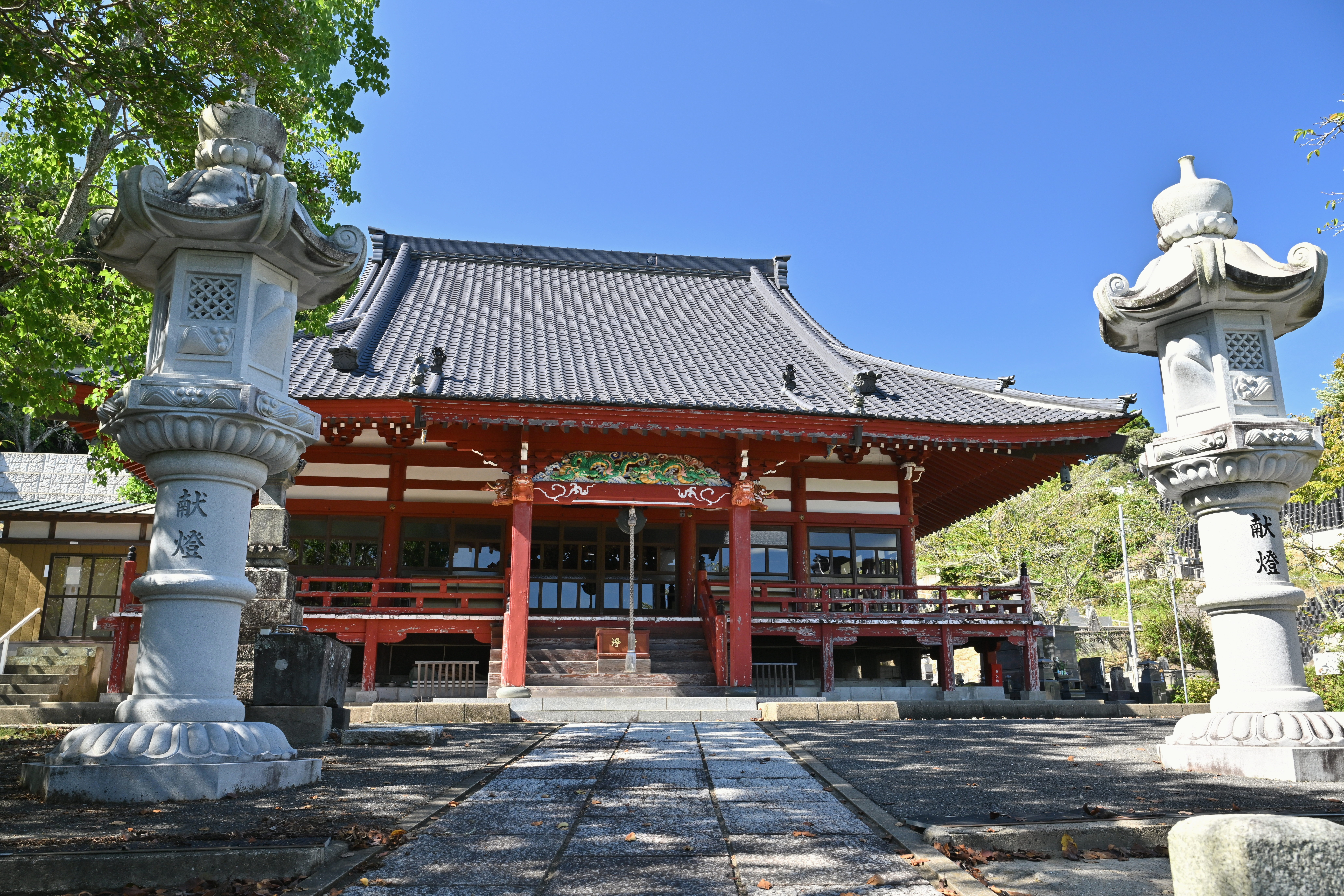
本堂
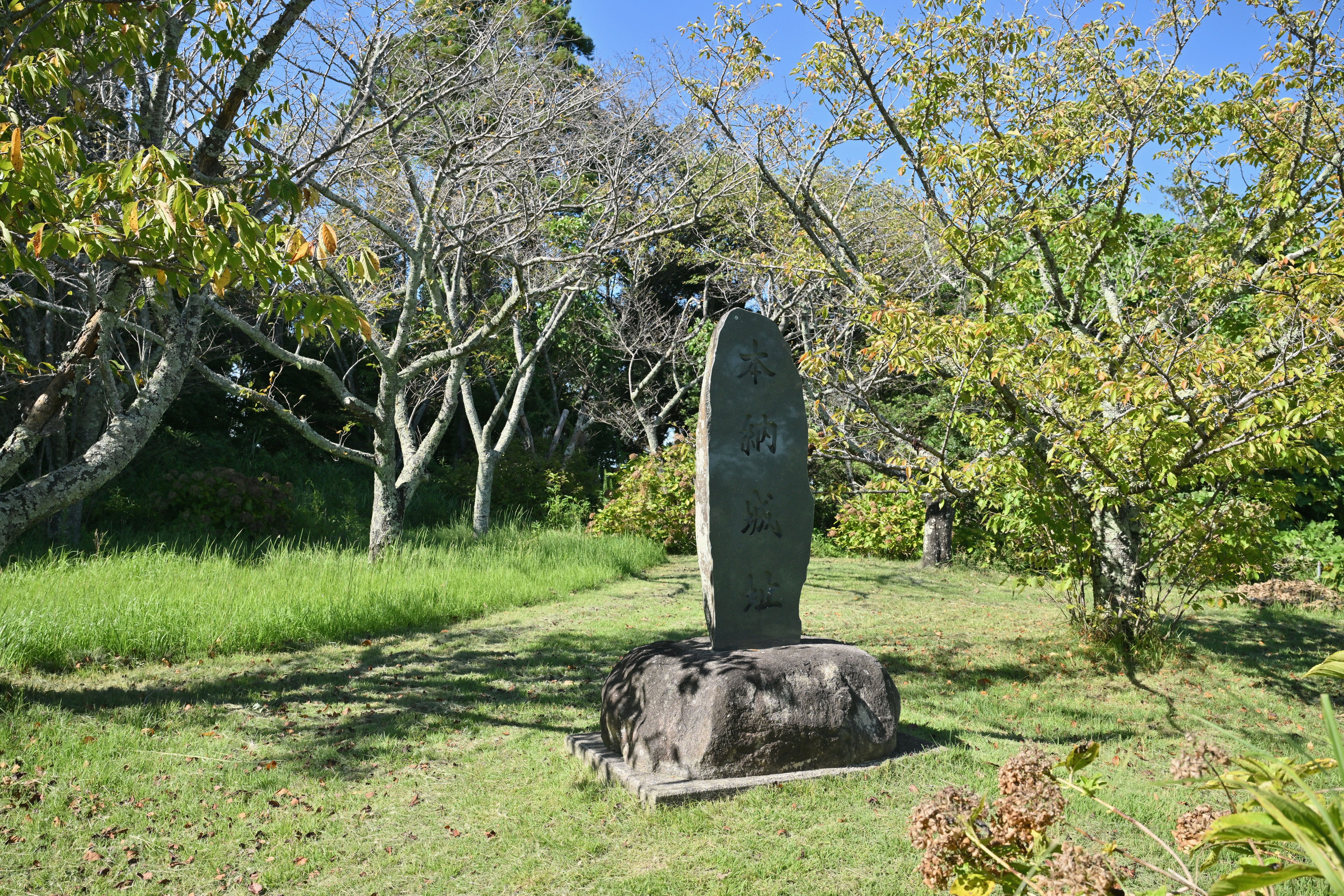
本納城址

## 所在地
- 千葉県茂原市本納3101